# Adam Zreľák
Adam Zreľák (Lipany, 5 mei 1994) is een Slowaaks voetballer, die uitkomt als centrumspits. In juli 2017 verruilde hij FK Jablonec voor 1. FC Nürnberg. Sedert 2013 is Zreľák Slowaaks international.

## Clubcarrière
Zreľák doorliep de jeugdreeksen van ŠK Odeva Lipany. In 2009 vertoefde hij de jeugd van MFK Ružomberok alwaar hij promoveerde in het eerste elftal in het seizoen 2012/13. Op 3 maart 2013 debuteerde hij in de Fortuna Liga in de 0–3 gewonnen uitwedstrijd bij FK Senica. In de zomer van 2015 werd hij overgenomen door Slovan Bratislava en maakte hierbij zijn Europees debuut. Op 2 juli 2015 maakte hij zijn debuut in een kwalificatiewedstrijd van de Europa League op het veld van Europa FC. Na een tussenstop bij FK Jablonec kwam Zreľák in juli 2017 bij 1. FC Nürnberg terecht. Door tweede te eindigen met Nürnberg wist Zreľák te promoveren naar de Bundesliga. Op 28 oktober 2018 debuteerde hij in de Bundesliga in de thuiswedstrijd tegen Eintracht Frankfurt. Zreľák mocht 14 minuten voor tijd invallen ten nadele van Törles Knöll. Hij wist na twee minuten de score te openen na een voorzet van Virgil Misidjan. Sébastien Haller wist in de toegevoegde tijd de 1–1 eindstand op het scorebord te plaatsen.

## Clubstatistieken
| Seizoen | Club              | Competitie    | Competitie | Competitie | Beker | Beker | Internationaal | Internationaal | Totaal | Totaal |
| Seizoen | Club              | Competitie    | Wed.       | Dlp.       | Wed.  | Dlp.  | Wed.           | Dlp.           | Wed.   | Dlp.   |
| ------- | ----------------- | ------------- | ---------- | ---------- | ----- | ----- | -------------- | -------------- | ------ | ------ |
| 2012/13 | MFK Ružomberok    | Fortuna Liga  | 11         | 1          | —     | —     | —              | —              | 11     | 1      |
| 2013/14 | MFK Ružomberok    | Fortuna Liga  | 32         | 8          | 5     | 0     | —              | —              | 37     | 8      |
| 2014/15 | MFK Ružomberok    | Fortuna Liga  | 18         | 6          | —     | —     | —              | —              | 18     | 6      |
| 2014/15 | Slovan Bratislava | Fortuna Liga  | 13         | 4          | 2     | 0     | —              | —              | 15     | 4      |
| 2015/16 | Slovan Bratislava | Fortuna Liga  | 26         | 6          | 5     | 3     | 5              | 2              | 36     | 11     |
| 2016/17 | Slovan Bratislava | Fortuna Liga  | 2          | 0          | —     | —     | 3              | 0              | 5      | 0      |
| 2016/17 | FK Jablonec       | Fortuna Liga  | 5          | 2          | —     | —     | —              | —              | 5      | 2      |
| 2017/18 | 1. FC Nürnberg    | 2. Bundesliga | 13         | 1          | —     | —     | —              | —              | 13     | 1      |
| 2018/19 | 1. FC Nürnberg    | Bundesliga    | 11         | 2          | 2     | 1     | —              | —              | 13     | 3      |
| Totaal  | Totaal            | Totaal        | 131        | 30         | 14    | 4     | 8              | 2              | 153    | 36     |

Bijgewerkt op 5 februari 2019.

## Interlandcarrière
Zreľák doorliep verschillende nationale jeugdteams. Op 19 november 2013 maakte hij zijn debuut bij het Slowaaks voetbalelftal. Van bondscoach Ján Kozák mocht hij 25 minuten voor tijd David Depetris komen vervangen in de oefenwedstrijd tegen Gibraltar. De wedstrijd eindigde op een scoreloos gelijkspel. Op een tweede wedstrijd was het echter wachten tot 27 mei 2016. Zreľák mocht tegen Georgië de volledige wedstrijd spelen en bedankte hierbij met een doelpunt. Hij scoorde het derde doelpunt na twee doelpunten van Adam Nemec. De wedstrijd eindigde uiteindelijk op 1–3.